# Antajaya
Antajaya is een bestuurslaag in het regentschap Bogor van de provincie West-Java, Indonesië. Antajaya telt 5382 inwoners (volkstelling 2010).